# Ethusina dofleini
Ethusina dofleini is een krabbensoort uit de familie van de Ethusidae. De wetenschappelijke naam van de soort is voor het eerst geldig gepubliceerd in 1916 door Ihle.